# David Janowski
David Janowski (25. května 1868, Wołkowysk, dnes Bělorusko – 15. ledna 1927, Hyères, Francie) byl francouzský šachový mistr polského původu, na přelomu 19. a 20. století jeden z nejlepších světových hráčů.

## Počátek šachové kariéry
David Janowski (plným jménem Dawid Markelowicz Janowski) byl národností polský Žid a občan carského Ruska. Brzy se však přestěhoval do Paříže, kde získal státní občanství a kde roku 1894 začal svou profesionální šachovou kariéru. Na turnaji v Lipsku v roce 1894 skončil šestý (zvítězil Siegbert Tarrasch), v Hastingsu roku 1895 dvanáctý (vyhrál Harry Nelson Pillsbury)  a v Norimberku roku 1896 pátý (vyhrál Emanuel Lasker) , ale již v tomto roce vyhrál turnaj ve Vídni (před Karlem Schlechterem  a roku 1898 byl opět ve Vídni třetí (za Siegbertem Tarraschem a Harrym Pillsburym). Po turnaji v Londýně v roce 1899, kde skončil čtvrtý (ale se stejným počtem bodů jako druhý Géza Maróczy), sebevědomě prohlásil, že vyzve vítěze turnaje, mistra světa Emanuela Laskera k zápasu o titul. Trvalo mu to však ještě celých dlouhých deset let, než se mu podařilo splnit Laskerovy podmínky.
Mezitím hrál Janowski na mezinárodních turnajích s různými výsledky:
- v Paříži v roce 1900 skončil jedenáctý (zvítězil Emanuel Lasker)[7] a v Mnichově v témže roce sedmý až desátý (zvítězil Géza Maróczy společně s Harrym Pillsburym a Karlem Schlechterem),
- roku 1901 vyhrál turnaj v Monte Carlu,[8]
- v roce 1902 skončil v Monte Carlu třetí (za Gézou Maróczym a Harrym Pillsburym)[9] a vyhrál společně s Heinrichem Wolfem turnaj ve Vídni,[10]
- na turnaji Cambridge Springs roku 1904 skončil druhý před Laskerem (vyhrál Frank James Marshall),[11]
- roku 1905 byl v Ostende druhý (zvítězil Géza Maróczy)[12] a společně s Gézou Maróczym vyhrál turnaj v Brémách,[13]
- roku 1906 skončil v Norimberku až šestnáctý (zvítězil Frank James Marshall)[14] a v Ostende osmý (zvítězil Karl Schlechter),[15]
- roku 1907 byl v Ostende třetí (vyhrál Siegbert Tarrasch)[16], ale v Karlových Varech až patnáctý (vyhrál Akiba Rubinstein),[17]
- v Praze roku 1908 skončil na desátém místě (zvítězil Oldřich Duras společně s Karlem Schlechterem)[18], v zápase v témže roce ale porazil Marshalla 5:2 (=3).

## Zápas o titul mistra světa v šachu
Janowski byl hráčem velké útočné síly a neskutečného citu pro figury. K zápasům o titul mistra světa v šachu s Emanuelem Laskerem se však dostal až v době, kdy měl vrchol své šachové kariéry již v podstatě za sebou, zatímco jeho výzvu v době jeho největších úspěchů Lasker odmítl.
V květnu roku 1909 sehrál Lasker s Janowskim v Paříži nejprve krátký zápas na čtyři partie, který měl potvrdit, že Janowski je vhodný jako vyzyvatel. Zápas skončil 2:2, a tak jednání pokračovala. Bylo dohodnuto, že vlastní zápas se uskuteční v říjnu a v listopadu v Paříži a vítězem se stane ten, kdo získá více bodů z deseti partií. Lasker však dobře věděl, že Janowski, jehož největší slabinou byla značná nevyrovnanost ve vedení boje, není pro něho vážným soupeřem. Protože v době zahájení zápasu měl již dohodnuto, že v lednu roku 1910 bude obhajovat svůj titul v zápase se Karlem Schlechterem, navrhl Janowskému sehrát jejich střetnutí jako exhibici, s čímž Janowski nakonec souhlasil.
Zápas mezi Laskerem a Janowskim se hrál v Paříži od 19. října do 9. listopadu roku 1909 a jeho průběh jasně ukázal, že šlo o střetnutí dvou nerovných soupeřů (protože byl zápas dobře finančně dotován Berlínskou šachovou společností, zdá se, že ze strany mistra světa šlo především o výnosný obchod). Po nerozhodné první partii prohrál Janowski čtyři partie za sebou, v šesté sice po hrubé Laskerově chybě zvítězil, ale to bylo z jeho strany všechno. Ve zbývajících čtyřech partiích Lasker vyhrál ještě třikrát a zvítězil tak celkově 7:1 (=2).
Druhý zápas mezi Laskerem a Janowskym se uskutečnil v listopadu roku 1910 poté, co Lasker obhájil svůj titul v zápase se Schlechterem, a byl opět dotován Berlínskou šachovou společností. Ze všech zápasů o titul mistra světa byl tento nejen nejméně významný, ale dokonce naprosto zbytečný, neboť po zcela jasné porážce Janowského v Paříži roku 1909 neměl žádný sportovní smysl. Byl to spíše obchodní podnik mistra světa a zřejmě také náhrada pro Janowského za první zápas, který nebyl oficiálním střetnutím.
Zápas se hrál v Berlíně na jedenáct partií od 8. listopadu do 8. prosince roku 1910 a skončil ještě drtivější porážkou Janowského 8:0 (=3) než zápas první. Jen na začátku vyzyvatel trochu vzdoroval a po třetí partii prohrával jen 1:0, ale pak neopatrnou hrou s ambiciózními zápletkami prohrával s klidným a rozvážným Laskerem jednu partii za druhou.

## Závěr šachové kariéry
Janowski byl aktivním hráčem prakticky až do své smrti a po porážkách v zápasech s Emanuelem Laskerem se zúčastnil ještě mnoha mezinárodních turnajů:
- v San Sebastianu roku 1911 se umístil na jedenáctém místě (zvítězil José Raúl Capablanca),[21]
- roku 1913 skončil v New Yorku čtvrtý (zvítězil Capablanca)[22], v Havaně třetí ‚zvítězil Frank James Marshall) a v Scheveningenu desátý (zvítězil Aljechin),[23]
- roku 1914 skončil v Petrohradě na desátém místě (zvítězil Emanuel Lasker)[24] a pak se zúčastnil turnaje v Mannheimu, který byl po sehrání jedenácti kol přerušen pro začátek první světové války (v té době vedl v turnaji Aljechin a Janowski byl klasifikován na sedmém místě).[25]

Po vypuknutí první světové války odjel Janowski přes Švýcarsko do USA, kde žil devět let. Roku 1916 byl na turnaji v New Yorku druhý až čtvrtý (vyhrál Capablanca), a roku 1918 rovněž v New Yorku pátý (opět zvítězil Capablanca),
V USA Janowski rovněž vyhrál osmý americký šachový kongres roku 1921 v Atlantic City, na devátém americkém šachovém kongresu roku 1923 se umístil na třetím místě (zvítězil Frank James Marshall společně s Abrahamem Kupchikem), ale na turnaji v New Yorku roku 1924 skončil jak poslední z jedenácti hráčů (zvítězil Emanuel Lasker).
Po návratu do Evropy skončil Janowski na turnaji v Mariánských Lázních roku 1925 čtrnáctý (vyhrál Aaron Nimcovič společně s Akibou Rubinsteinem), v Hastingsu na přelomu let 1925-1926 sedmý (zvítězil Aljechin společně s Milanem Vidmarem) a roku 1926 v Semmeringu desátý (zvítězil Rudolf Spielmann) a v Gentu třetí až pátý (vyhrál Savielly Tartakower)
V prosinci roku 1926 odjel Janowski do Hyères na šachový turnaj. Zde se u něho vážně projevila tuberkulóza a Janowski 15. ledna roku 1927 zemřel. Jeho jménem je pojmenována varianta v indické obraně 1.d4 Jf6 2.c4 d6 3.Jc3 Sf5